# Sent Sever (Landes)
Sent Sever (en francès Saint-Sever) és un municipi francès situat en el departament de les Landes, a la regió de la Nova Aquitània. Se sol donar al municipi el nom de "Cap de Gasconha", perpetuant així el nom de la localitat des d'almenys la baixa Edat Mitjana: "Caput Vasconiae" (Cap de Gascunya). En el període revolucionari, el municipi fou batejat breument com "Montadour".

## Geografia
Sent Sever es troba en una altura que domina la vall de l'Ador, en els límits de la regió agrícola de la Chalossa (en occità Shalòssa, en francès Chalosse), a disset quilòmetres al sud de Lo Mont de Marsan (en francès Mont-de-Marsan). El Gabàs, afluent de l'Ador, rega els cultius del municipi.
Municipis limítrofs: Benquet, Mau Còrn Baish (en francès: Bas-Mauco), Audinhon (en francès: Audignon), Caunar (en francès: Cauna), Aurice, Mont Aut (en francès: Montaut), Banòs (en francès: Banos), Èiras-Mont Cube (en francès: Eyres-Moncube), Mont Soèr (en francès: Montsoué), Montgalhard (en francès: Montgaillard), Fargas (en francès: Fargues).

## Demografia
| 1962                                       | 1968  | 1975  | 1982  | 1990  | 1999  | 2007  |
| ------------------------------------------ | ----- | ----- | ----- | ----- | ----- | ----- |
| 3.983                                      | 4.360 | 4.716 | 4.716 | 4.536 | 4.447 | 4.685 |
| Des de 1962: població sense dobles comptes |       |       |       |       |       |       |

## Administració
| Període   | Identitat           | Partit |
| --------- | ------------------- | ------ |
| 1945-1965 | Louis Fournier      | SFIO   |
| 1965-1989 | Jean-Marie Commenay | CDP    |
| 1989-2001 | Jean-Claude Brèthes | PS     |
| 2001-     | Jean-Pierre Dalm    | PS     |

## Història
Cap a l'any 56 aC, un campament militar romà ocupava el lloc actual de la plaça de braus de Sent Sever. En alguns documents s'indica la presència en aquest "castrum romanum" del "Palestrion", la residència del governador romà.
Al segle v, Sever fou enviat pel Papa per a evangelitzar la regió de Novempopulània. Fou martiritzat pels vàndals i al segle viii, els monjos benedictins bastiren una capella per a recollir les restes del sant.
El monestir actual fou fundat per Guillem Sanç, senyor de Biscaia, al voltant del 988. Segons la història dels monjos, la donació és fruit d'una promesa que Guillem Sanç feu a la batalla de Talèr, en Gascunya.
El 1060, després d'un incendi, sota la direcció de l'abat Gregori de Montaner, l'abadia fou reconstruïda segons el model de Cluny. Fou també sota la direcció d'aquest abat que els copistes treballaren en el manuscrit il·luminat que transcriu l'Apocalipsi de Sant Joan, el Beatus de Saint-Sever.
L'abadia va arribar a ser una de les més importants d'Aquitània, amb possessions fins a Solac (en francès: Soulac-sur-Mer) en el Medoc i a Pamplona. Controlava una gran part de la Via Lemocinensis, un dels trams del Camí de Sant Jaume.
Al segle xii, l'abat Suavius va concedir una carta que fou el començament de la condició de vila, tanmateix, l'abadia conservava el control de la ciutat. El 1152, amb el segon matrimoni d'Elionor d'Aquitània, la ciutat passà a mans de la família Plantagenet, de manera que era una possessió del rei d'Anglaterra.
Durant el segle xiii, els habitants tractaren d'escapar de la tutela de l'abadia i es produïren diverses revoltes en les quals cercaren la protecció del sobirà britànic. La lenta constitució d'un poder comunal donà lloc a la creació del “costum de Sant Sever” que s'aprovaria el 1380. Hi ha una còpia del 1480 en gascó en els arxius de les Landes.
Durant l'enfrontament entre els Plantagenet i els Capets, Sent Sever fou conquerit en nom de Felip el Bell pel seu germà Carles de Valois, el 1295, després d'un setge de 3 mesos. Però, el matrimoni de la filla de Felip el Bell, amb Eduard II d'Anglaterra feu novament anglesa la vila.
Els francesos feren incursions el 1360 i el 1380 i en 1442, el rei de França, Carles VII, finalment conquerí la vila, que passà a mans franceses.
El 1569, les tropes protestants de Montgomery, destruïren parcialment la ciutat.

## Agermanaments
- Puente la Reina